# Nicholas Edward Brown

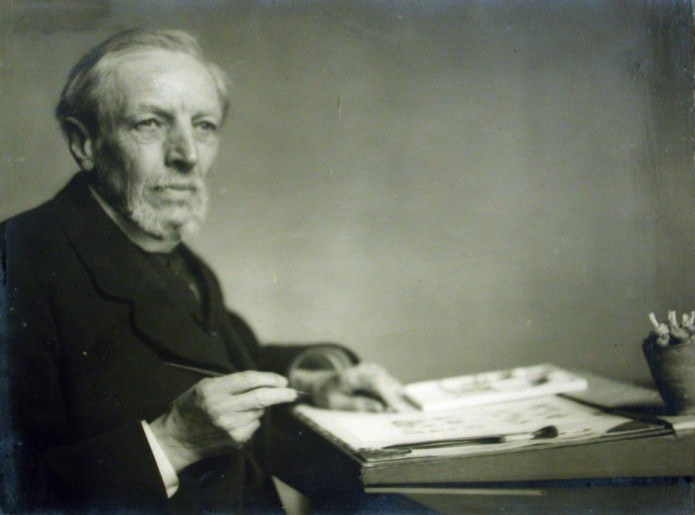
Nicholas Edward Brown

Nicholas Edward Brown ( Redhill, Surrey, 11 de julho de 1849 - Londres, 25 de novembro de 1934)  foi um botânico britânico.
Começou a trabalhar como assistente  no herbário do  Royal Botanic Gardens de Kew , Londres, em 1873. Tornou-se assistente-curador em  1909, função que exerceu até a sua aposentadoria em 1914.
É o autor de importantes trabalhos de taxonomia vegetal nomeadamente sobre as  plantas suculentas.  Publicou em 1901  o seu trabalho "Flora of Tropical Africa". Era também uma autoridade em diversas famílias de plantas, includo as Asclepiadaceae, Aizoaceae, Labiatae e as plantas do Cabo, além do gênero botânico Quelchia.

## Obras
- Flora of Tropical Africa
- Kew Bull.
- Flora Capensis